# Česko-Slovenská filmová databáze

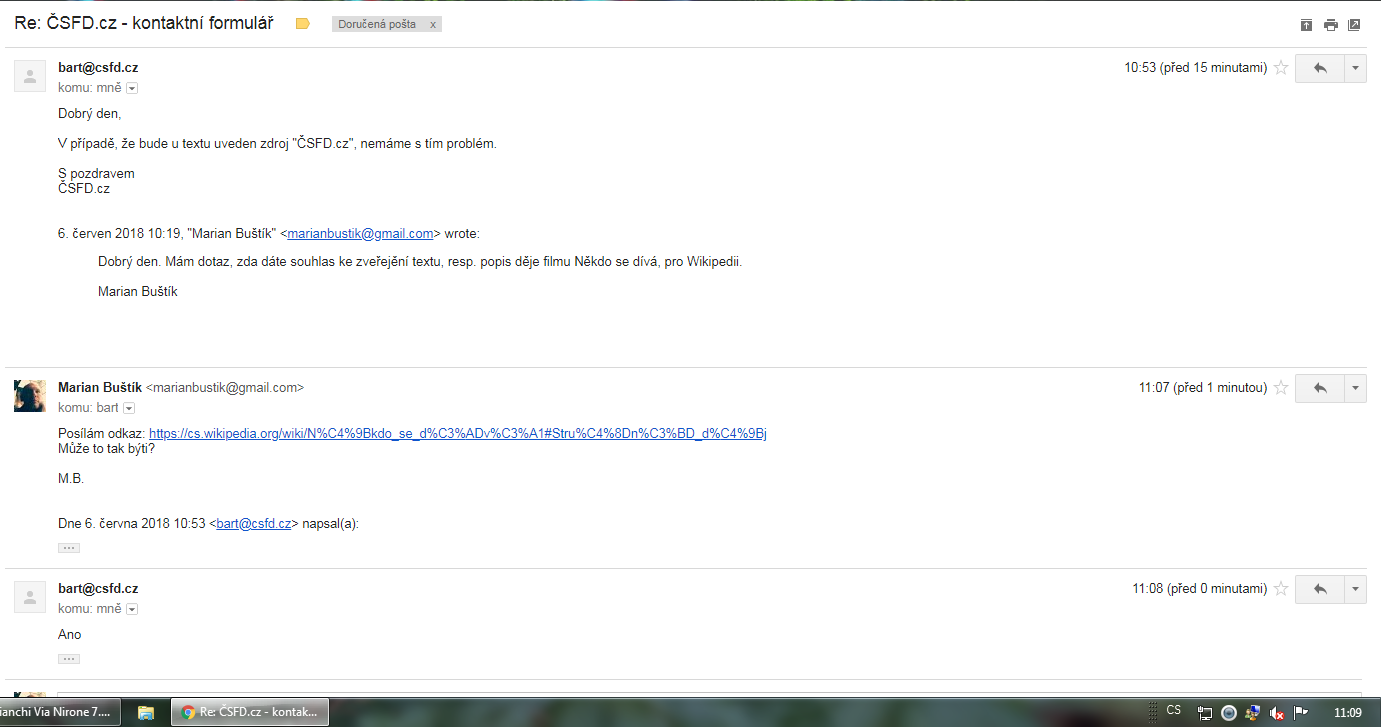
Illustration de la base de données

Česko-Slovenská filmová databáze (ČSFD) est une base de données en ligne sur le cinéma tchèque, slovaque et tchécoslovaque

## Source
- (cs) Cet article est partiellement ou en totalité issu de l’article de Wikipédia en tchèque intitulé « Česko-Slovenská filmová databáze » (voir la liste des auteurs).